# Gare de Nuits-Saint-Georges
Gare de Nuits-Saint-Georges vasútállomás Franciaországban, Nuits-Saint-Georges településen.

## Vasútvonalak
Az állomást az alábbi vasútvonalak érintik:
- Párizs–Marseille-vasútvonal

## Kapcsolódó állomások
A vasútállomáshoz az alábbi állomások vannak a legközelebb:
- Gare de Vougeot - Gilly-lès-Cîteaux
- Gare de Corgoloin